# 田中しげ美
田中 しげ美（たなか しげみ、男性、1969年4月26日 - ）は、日本の声優、俳優。以前はY・M・Oに所属していた。現在はGENKI Produce所属。

## 出演

### テレビアニメ
1997年
- こちら葛飾区亀有公園前派出所（1997年 - 2004年、男、ヒーロー、手下、兵士、客、パイロット、医師、店員、弟分）

1999年
- 将太の寿司 心にひびくシャリの味（郵便配達員）
- メダロット（警備員）

2005年
- 蟲師（漁師）

2006年
- capeta（カート場オーナー）
- シュガシュガルーン（クグロフ）

2009年
- ジュエルペット（朝岡裕次郎、次鋒）

### テレビドラマ
- BSオリジナルドラマ　エトロフ遥かなり（1993年8月8日〜11日、NHK）
- エリアコードドラマ011　俺達は風（1994年、北海道テレビ放送）
- NHK大河ドラマ　龍馬伝　第39回（2010年9月26日、NHK）
- 土曜ワイド劇場　司法教官・穂高美子　第1作（2011年9月3日、テレビ朝日）

### 舞台
- みずいろの空、そらいろの水
- ほんきかしら ウソかしら
- HO - BO
- 鋼鉄三国志
- ルドビコ★vol.7「八犬伝-疾風異聞録-」
- SETブレーメンプロデュース『中島鉄砲火薬店』
- ふしぎ遊戯〜青龍編〜（2012年4月25日 - 5月2日、銀座博品館劇場）
- Func A ScamperS 009「Be-BLUE」（2012年6月6日 - 12日、SPACE107）
- ゲキ塾。プロデュースvol.4「忠臣ぐらっちぇ!」（2012年8月21日 - 26日、笹塚ファクトリー）
- GENKI Produce
  - vol.6「神様たちのすむところ」（2012年9月11日 - 30日、絵空箱）
  - vol.11「素晴ラシキ世界ノ片隅デ」（2015年3月17日 - 22日、笹塚ファクトリー）
  - vol.14「島へ」（2016年8月30日 - 9月4日、シアターグリーン BOX in BOX THEATER）
- Theatre劇団子第27回公演『カメコが笑った日／トキタ荘の冬』「カメコが笑った日」（2012年11月23日 - 12月4日、新宿SPACE107）
- WORLD（2013年10月18日 - 27日、東京シアター1010） - 呂天明 役
- ミュージカル☆忍者じゃじゃ丸くん（2014年5月20日 - 25日、シアターグリーン BIG TREE THEATER） - なまず太夫 役（ダブルキャスト）
- ミュージカル『刀剣乱舞』 - 弁慶 役
  - 『トライアル公演』（2015年10月30日 - 11月8日、AiiA 2.5 Theater Tokyo）
  - 『〜阿津賀志山異聞〜』（2016年5月27日 - 6月12日、AiiA 2.5 Theater Tokyo / 6月17日 - 19日、森ノ宮ピロティーホール / 6月23日 - 26日、京都劇場）
- WORLD〜beyond the destiny〜（2016年1月9日 - 17日、全労済ホール スペース・ゼロ） - 王冨悳 役
- ゼロ式（2016年8月12日 - 14日、千本桜ホール）
- ワイルドハニープロデュース『TERMINAL』（2017年1月18日 - 22日、新宿村LIVE）
- オハヨウ劇場40分！〜銀座朝男芝〜『銀座のパズル』（2017年2月22日 - 3月31日、銀座 Cafe5 〜サンク〜）
- バッキャローシリーズSEASON 2 「凪のバッキャロー！」〜端島・軍艦島編 第1章〜（2017年3月29日 - 4月3日、シアターグリーンBOX in BOX THEATER）
- 「錆色のアーマ」-繋ぐ-（2019年6月6日 - 16日、天王洲 銀河劇場 / 6月22日 - 23日、岡崎市民会館あおいホール / 6月27日 - 30日、梅田芸術劇場シアター・ドラマシティ） - 酒呑童子 役
- DARKNESS HEELS〜THE LIVE〜（2019年9月18日 - 23日、シアター1010） - ワード・ロレッテ 役
- 舞台『鬼神の影法師』 - 烏丸善光 役
  - -玲瓏万華篇-（2024年6月13日 - 23日、あうるすぽっと） - 烏丸善光 役[1]
  - -千年双月篇-（2025年1月9日 - 21日、あうるすぽっと）[2]
- 前田慶次 かぶき旅 STAGE&LIVE〜肥後の虎・加藤清正編〜（2024年9月27日 - 10月6日、シアターH / 2024年10月31日 - 11月4日、サンケイホールブリーゼ） - 飯田覚兵衛 役[3]

### CM
- スタッフサービスバッテリー篇 - ピッチャー 役
- サントリー　マグナムドライ